# Heriaeus
Heriaeus es un género de arañas cangrejo de la familia Thomisidae.

## Especies
- Heriaeus algericus Loerbroks, 1983
- Heriaeus allenjonesi van Niekerk & Dippenaar-Schoeman, 2013
- Heriaeus antoni van Niekerk & Dippenaar-Schoeman, 2013
- Heriaeus buffoni (Audouin, 1826)
- Heriaeus buffonopsis Loerbroks, 1983
- Heriaeus capillatus Utochkin, 1985
- Heriaeus charitonovi Utochkin, 1985
- Heriaeus concavus Tang & Li, 2010
- Heriaeus convexus Tang & Li, 2010
- Heriaeus copricola van Niekerk & Dippenaar-Schoeman, 2013
- Heriaeus crassispinus Lawrence, 1942
- Heriaeus delticus Utochkin, 1985
- Heriaeus fedotovi Charitonov, 1946
- Heriaeus foordi van Niekerk & Dippenaar-Schoeman, 2013
- Heriaeus graminicola (Doleschall, 1852)
- Heriaeus hirtus (Latreille, 1819)
- Heriaeus horridus Tyschchenko, 1965
- Heriaeus latifrons Lessert, 1919
- Heriaeus madagascar van Niekerk & Dippenaar-Schoeman, 2013
- Heriaeus maurusius Loerbroks, 1983
- Heriaeus mellotteei Simon, 1886
- Heriaeus muizenberg van Niekerk & Dippenaar-Schoeman, 2013
- Heriaeus numidicus Loerbroks, 1983
- Heriaeus oblongus Simon, 1918
- Heriaeus orientalis Simon, 1918
- Heriaeus peterwebbi van Niekerk & Dippenaar-Schoeman, 2013
- Heriaeus pilosus Nosek, 1905
- Heriaeus setiger (O. Pickard-Cambridge, 1872)
- Heriaeus simoni Kulczyński, 1903
- Heriaeus sossusvlei van Niekerk & Dippenaar-Schoeman, 2013
- Heriaeus spinipalpus Loerbroks, 1983
- Heriaeus transvaalicus Simon, 1895
- Heriaeus xanderi van Niekerk & Dippenaar-Schoeman, 2013
- Heriaeus xinjiangensis Liang, Zhu & Wang, 1991
- Heriaeus zanii van Niekerk & Dippenaar-Schoeman, 2013
- Heriaeus zhalosni Komnenov, 2017

#### Sinonimia
- H. claveatus (Walckenaer, 1837) = Heriaeus hirtus (Latreille, 1819)
- H. fimbriatus Lawrence, 1942 = Heriaeus crassispinus Lawrence, 1942
- H. kumaonensis (Tikader, 1980) = Heriaeus horridus Tyschchenko, 1965
- H. propinquus Kulczyński, 1903 = Heriaeus simoni Kulczyński, 1903
- H. sareptanus Loerbroks, 1983 = Heriaeus horridus Tyschchenko, 1965

#### Nomen dubium
- H. difficilis Strand, 1906
- H. melanotrichus Simon, 1903